# Federico de Sajonia-Weimar
Federico de Sajonia-Weimar (1 de marzo de 1596, Altemburgo - 29 de agosto de 1622, Fleurus, Bélgica) fue uno de los ocho duques que cogobernaron juntos el ducado ernestino de Sajonia-Weimar y coronel en la Guerra de los Treinta Años.

## Vida
El duque Federico era hijo de Juan II de Sajonia-Weimar y de su esposa Dorotea María de Anhalt, hermana del príncipe Luis I de Anhalt-Köthen. Sus hermanos fueron los duques Juan Ernesto "el Joven", Guillermo, Alberto, Juan Federico, Ernesto I de Sajonia-Gotha y Bernardo de Sajonia-Weimar.
Junto con su hermano mayor, el duque Juan Ernesto, recibió sus primeras lecciones del preceptor y maestro Federico von Kospoth. También estudió en la Universidad de Jena, al igual que sus hermanos Juan Ernesto y Federico.
La Sociedad Fructífera fue fundada el 24 de agosto de 1617 en el castillo de Hornstein (actualmente castillo de Williamsburg). Federico fue uno de los miembros fundadores. El príncipe Luis I de Anhalt-Köthen le dio el apodo de Der Hoffende ("el Esperanzado") y el lema "así será". Su emblema era una cereza medio madura, que colgaba del árbol. En el registro de la Sociedad en Köthen, está registrado con el número 4.
Unas semanas después, el duque Federico inició su Grand Tour, que lo llevó desde Francia hasta Gran Bretaña y de regreso a los Países Bajos. Regresó a su país en 1619.
Luchó en el bando protestante en la Guerra de los Treinta Años, junto a sus hermanos Juan Ernesto el Joven, Juan Federico y Guillermo IV. Sirvió como coronel a las órdenes de Ernesto de Mansfeld. En el regimiento de Cristián "el Joven" de Brunswick, intentó romper el bloqueo de las tropas españolas durante la batalla de Fleurus y resultó mortalmente herido. Murió al día siguiente, a los 26 años.